# Miokarditis
Miokarditis je upalna bolest mišićnog sloja srca, miokarda, koja se klinički može manifestirati različitim sindromima. Patološki nalaz je infiltrat upalnih stanica u miokardu s nekrozom i/ili degeneracijom okolnih miocita.
Bolest mogu uzrokovati infektivnih uzroci (najčešće virusi), te se javiti u sklopu različitih sustavnih bolesti. Često se uzorok bolesti ne utvrdi tada govorimo o idiopatskom miokarditisu.
Bolest se najčešće nastupa kod prethodno zdravih osoba, a može se manifestirati bolovima u prsima, otežanim disanjem (dispneja), preznojavanjem, povišenom tjelesnom temperaturom, te može napredovati do zatajenja srca.
Libermanova klasifikacija miokarditisa:
- fluminantni miokarditis - bolest nastupa naglo nakon jasnog prodroma virusne bolest, s teškim kardiovaskularnim poremećajem, višestrukim žarištima aktivnog miokarditisa na histološkom nalazu i ventrikularnom disfunkcijom koja se ili spontano oporavlja ili dovodi do smrti
- akutni miokarditis - sporiji nastup bolesti s ventrikularnom disfunkcijom koja može dobro regairati na imunosupresivnu terapiju ili može napredovati do dilatativne kardiomiopatije
- kronični aktivni miokarditis - klinički i histološki relaps bolest, razvoj ventrikularne disfunkcije s kroničnim upalnim promjenama
- kronični perzistentni miokarditis - trajni histološki infiltrati s fokusima nekoroze miocita ali bez ventrikularne disfunkcije (uz prisutne simptome poput bolova u prsima, palpitacije)